# リンリン (犬)
リンリン（2006年春 - 2022年6月25日
）は、2006年に徳島県で崖から救出されて有名になったメスの犬である。「崖っぷち犬」として知られる。

## 概要
柴犬に似た雑種犬。「崖っぷち犬」としてテレビを中心にニュースで報じられた。救出劇は、四国放送および在阪放送局等により日本国中に生放送された。特に在京キー局発の朝・昼のワイドショー、夕方のニュース番組ではテレビ画面に特別枠を設けて生中継映像を放映するなど報道が過熱し話題となった。
姉妹と見られる犬とともに動物管理センターに保護され、一般の民家に引き取られた。

## 経過
2006年11月17日午後2時頃、徳島県徳島市加茂名町の眉山山麓の高さ約70メートルの崖にて身動きがとれなくなっていたところを、犬に気付いた地元民から徳島市消防局及び徳島保健所へ通報。保健所職員が現場に赴いたが、犬が自力で山に戻る可能性があるとして静観した。崖に追い込まれたのは野犬同士の縄張り争いと見られ、歯の生え変わり具合から生後6ヶ月と推定された。
11月20日午後、食物を口に出来ず、体力の衰えが見られたため、救出作業を開始。報道陣が集まってテレビ中継も始まる。しかし日没のため打ち切り。
11月21日、隊員ら16人で東側から犬に近づき網で捕獲に試みるも、犬が転落しそうになったため、日没になったこともあり作業打ち切り。作戦練り直し。
11月22日午前9時より隊員17人で救出活動を開始。正午、隊員が両側から網を用いて犬を追い込み、捕獲に試みるも落下。しかし隊員により、あらかじめ数メートル下にネットが張られていたため、無事保護。軽い貧血と脱水症だったが命に別状はなかった。この救出劇は報道陣や近隣住民100人以上が見守る中で行なわれ、テレビでもTBSの情報番組『ピンポン!』で午前11時から午後午後0時10分頃まで生中継された。
TBSの情報番組『ブロードキャスター』のコーナー「お父さんのためのワイドショー講座」によると、11月第4週の民放各局のワイドショーはこの犬のニュースを合計で2時間34分31秒に渡って放送。この週の話題の2位であった。
救出後、当該の犬は徳島県名西郡神山町の徳島県動物愛護管理センターにて保護された。報道当時は犬に正式な名前はなく、「崖っぷち犬」や「崖っぷちワンちゃん」等と表現された。保護後、保護センターの職員は「がけちゃん」と呼んだ。
2006年12月1日までに全国から引き取り希望の連絡が103件届き、そのうち8割が徳島県外からの申し出だったという。中には店の宣伝に看板犬として使いたいというものもあり、職員はその一部に「お近くの施設にも保護された犬はたくさんいます。その犬たちを助けてください」と返事を出した。2007年1月28日午後、徳島県動物愛護管理センター（神山町）の譲渡会へ来た11組には地元の他に兵庫県や埼玉県からも応募があり、その中から抽選により徳島県の60代の主婦が当選して譲渡された。犬を飼うのは初めてという里親は、「リンリン」と名付けた。
引き取った里親の女性は毎日の散歩を日課として可愛がって、お座りやお手などの芸も覚えたが、2007年11月に一時失踪。また、2008年4月18日に再び脱走し野犬と群れるなどしていた。畑に仕掛けられた罠により、5月12日に捕獲された。野犬化しかけて人に怯える様子も見られたために、神山町の県動物愛護管理センターへと送られて、人になつく訓練を行うことになった。その後、里親が体調不良になりセンターで飼うことになった。2013年8月現在、センターで飼育されていた。
2022年6月25日、老衰により16歳でこの世を去った。

## 姉妹犬
「崖っぷち犬」救出の前の11月16日に姉妹と思われるメス犬が保護された。姉妹犬以外にも保護された犬はいたが、譲渡会では「崖っぷち犬」以外には引き取り希望者が現れず、選考に漏れた10人中1人だけが他の犬の飼い主になった。
リンリンの里親が決まった翌日の29日、引き取り手のなかった姉妹犬にかわいそうだとして引き取り希望の電話が100件かかり、希望者5人による抽選会が行われ2月11日に飼い主が決定し、「幸せになってほしい」との願いを込めて「幸（ゆき）」と名づけられた。2年後、飼い主の家庭の事情により手放されることとなり犬の保護施設「ドッグサルベーション」に預けられた後、2013年1月に新たな飼い主が見つかり引き取られた。

## 関連記事
- ナカちゃん